# 福州金山中学
福州金山中学（英语：Fuzhou Jinshan Middle School），简称福州金中、金山中學、金中，2002年創立於福建省福州市倉山區金山街道，是位于福州市仓山区的一所市属公立完全中学，係福建省一級達標高中。其前身是福州三中金山校区。
2013年1月，學校開始獨立辦學。2016年，學校更名為「福建省福州金山中學」。

## 历史
- 2002年，福州市第三中學在福州市倉山區金山街道設立福州三中金山校区，是福州市政府实施“东扩南进”城市发展战略的一项重要工程，也是金山新区唯一一所市属公立完全中学[4]

- 2013年1月，福州三中金山校區開始独立办学[3]

- 2016年2月，學校正式更名「福建省福州金山中学」[3]

- 2017年1月，學校被福建省教育厅授予“福建省义务教育管理标准化学校”

- 2020年6月，學校成为福州三中教育集团成员校[5]

- 2021年2月2日，學校成为福建省一级达标高中[2]